# Petőfi S. János
Petőfi S. János (születési nevén: Petőfi Sándor; Miskolc, 1931. április 23. – Budapest, 2013. február 10.) nyelvész, nyelvfilozófus.
Petőfi S. János a szövegnyelvészet egyik megalapítója. Pályájának különböző szakaszaiban a szövegtan, a kommunikációelmélet és a szemiotika mellett más kutatási területeket is jelentős eredményekkel gazdagított: hozzájárult a matematikai nyelvészet, a szemantika, a nyelvfilozófia, a tudományelmélet kutatásához is. Publikációs jegyzéke több száz tételt tartalmaz. Tanulmányainak túlnyomó többsége a nemzetközi élvonalba tartozó folyóiratokban és tekintélyes könyvsorozatok köteteiben jelent meg angol, német, olasz, francia, spanyol és japán nyelven, a rendszerváltást követően itthon is intenzíven publikált. Mintegy két tucat monográfia szerzője vagy társszerzője, három tucat tanulmánykötet szerkesztője vagy társszerkesztője. A legtöbb nemzetközi hivatkozást felmutató magyar nyelvészek egyike, 2007-től a Magyar Tudományos Akadémia külső tagja. 

## Életrajza

### Tanulmányai
Petőfi S. János az általános iskolát és a gimnáziumot Miskolcon végezte. Már nagyon fiatalon rajongott az irodalomért, amiben a Fráter György Magyar Királyi Katolikus Gimnáziumban magyartanárának, Ádám Jánosnak is szerepe volt. Petőfi S. János így emlékezik erre az élményre: „Sorsom megpecsételődött, ismerni akartam a ’titok’ működését”. Ez a kijelentés később egész tudományos pályájára érvényes maradt.
Az irodalom iránti töretlen szenvedélye ellenére egyetemi tanulmányait 1951-ben Debrecenben a Kossuth Lajos Tudományegyetem (ma Debreceni Egyetem) Természettudományi Karán kezdte meg, és 1955-ben matematika–fizika–ábrázoló geometria szakos diplomát szerzett. Akkori választására így emlékezik: „arra a meggyőződésre jutottam, hogy jobb, ha az egyetemen valami maradandóbbat tanulok, mint azt, amivé az irodalom kezdett akkor válni”.
Mindvégig élénk irodalmi érdeklődése arra sarkallta, hogy újra felvételizzen az egyetemre. Ezúttal bölcsészettudományi területet választott: 1961-ben német nyelv és irodalom szakon végzett. Első nyelvtudományi írása diplomamunkája volt Hartmann von Aue Der arme Heinrich című epikus költeményéről. A dolgozatban bemutatott matematikai statisztikai vizsgálat akkor újszerű és bátor vállalkozás volt. Már ekkor megmutatkozott Petőfi S. János különleges kutatói gondolkodásmódja, amely pályája egészét áthatotta: „azon ritka tudósok közé tartozott, akik a tudományokat egységben látják, és akik képesek arra, hogy a mindenkori tudományos problémák leghatékonyabb megoldását keresve, vitathatatlan szaktudással, könnyedén közvetítsenek a természettudományok és a humán tudományok, valamint az utóbbiakon belül különböző diszciplínák között”.

### Munkássága
Első diplomája megszerzését követően, 1955-től 1964-ig debreceni és budapesti középiskolákban tanított.
Petőfi S. János tudományos pályája 1964-ben indult a Magyar Tudományos Akadémia Számítástechnikai Központjában, ahol a Gépi Nyelvészeti Csoportban végzett tudományos kutatómunkát. Ezután az MTA Nyelvtudományi Intézetének munkatársa lett, ugyanakkor kutatómunkája révén az Irodalomtudományi Intézethez is kapcsolódott. Természettudományi és bölcsészettudományi tájékozottságának köszönhetően ebben az időszakban főként a nyelvleírás formalizálásának lehetőségeit kereste, érdeklődése a matematikai nyelvészet, a gépi fordítás, a generatív nyelvészet felé fordult. A korszak meghatározó nyelvészeti irányzatait ismerte, művelte, 1967-ben ezek lényeglátó, nagyhatású szintézisét publikálta Modern nyelvészet címmel. Az irodalmi szövegek iránti szenvedélyét ismerve, erre az időszakra úgy tekinthetünk vissza, mint a szövegjelentés reprezentációjához vezető út fontos előzményére, amely megvilágította a formális nyelvleírásnak nemcsak a hozadékát, de a korlátait is.
Az 1960-as évek végén a Magyarországra jellemző ideológiai beszűkültség is szerepet játszott abban, hogy amikor 1969-ben meghívást kapott egy svédországi nemzetközi matematikai szimpóziumra, a rendezvény után nem tért haza. Tudományos kutatómunkáját 1971-ig Svédországban a Göteborgi Egyetem Modern Svéd Nyelv kutatócsoportjában, majd az Umeåi Egyetemen végezte immár szövegnyelvészeti keretben. Transformationsgrammatik und eine ko–textuelle Texttheorie című doktori értekezését 1971-ben az Umeåi Egyetemen védte meg. 1971-ben a Deutsche Forschungsgemeinschaft (Német Kutatási Alapítvány) támogatásával a Konstanzi Egyetemre került, ahol a Szövegnyelvészeti Kutatócsoport egyik alapító tagjaként nagyhatású tudományos kutatómunkát folytatott a szövegnyelvészet területén szintén meghatározó Teun van Dijkkel közösen. 1972-ben szerkesztőként részt vett a Papiere zur Textlinguistik/Papers in Textlinguistics című könyvsorozat elindításában a hamburgi Buske Verlagnál. Ezután 17 évig, 1972-től 1989-ig a Bielefeldi Egyetemen a Fakultät für Linguistik und Literaturwissenschaft (Nyelv- és Irodalomtudományi Kar) kinevezett egyetemi tanáraként dolgozott, a kar dékánja és a Lehrstuhl für Semantik (Szemantikai Tanszék) tanszékvezetője lett, ahol egyre inkább szövegközpontú kutatásokat végzett. A Bielefeldi Egyetemen működő Zentrum für interdisziplinäre Forschung (Interdiszciplináris Kutatóközpont) szintén optimális környezetnek bizonyult Petőfi S. János számára szövegtudományos koncepciójának finomítására. 1977–ben itt indította útjára sorozatszerkesztőként a Research in Text Theory könyvsorozatot a de Gruyter Kiadónál, valamint Teun van Dijkkel együtt a Text című folyóiratot. Petőfi S. János – több neves kortársával összefonódó – bielefeldi tudományos tevékenysége hosszú távon befolyásolta a nemzetközi szövegtudomány alakulását.
1989-től nyugállományba vonulásáig az olaszországi Maceratai Egyetemen kutatott és oktatott a nyelvfilozófia professzoraként. Az egyetem 2007-ben professor emeritusi címmel ruházta fel, és kinevezte az akkor megalakított Centro di Documentazione e ricerca sugli approcci semiotico–testologici alla multi ed intermedialità (A Multi- és Intermedialitás Szemiotikai–Textológiai Dokumentációs és Kutatási Központja) igazgatójának. Az 1990-es évek elejétől egyre intenzívebben vállalt részt a magyarországi és a határon túli magyar szövegtani–szemiotikai műhelyek – a Pécsi Tudományegyetem, a Debreceni Egyetem, a Szegedi Tudományegyetem, az Eötvös Loránd Tudományegyetem, a Kolozsvári Egyetem – tevékenységében. A Szegedi Tudományegyetem főiskolai karán (az akkori Juhász Gyula Tanárképző Főiskolán) 1990-ben útjára indította a Szemiotikai szövegtan című sorozatot Békési Imre és Vass László társszerkesztőségével; a Debreceni Egyetem (az akkori Kossuth Lajos Tudományegyetem) Magyar Nyelvtudományi Tanszékének gondozásában pedig 1997-ben az Officina Textologica sorozatot eleinte Szikszainé Nagy Irma közreműködésével, később Csűry István, Dobi Edit, Kertész András és Pelyvás Péter sorozatszerkesztésével. 1998-ban szintén a Debreceni Egyetem Magyar Nyelvtudományi Tanszékén – a hazai szövegkutatás egyik központjaként – megalapította a Poliglott szövegnyelvészeti-szövegtani kutatócsoportot, amely a magyarországi egyetemek nyelvészeti tanszékein működő nyelvész kutatók eszmecserefórumául szolgál ma is.
2004-ben jelent meg az Akadémiai Kiadó gondozásában A szöveg mint komplex jel – Bevezetés a szemiotikai textológiai szövegszemléletbe című monográfiája, amelyben magyar nyelvű összefoglalását adja a szemiotikai textológiai szövegszemlélet multidiszciplináris keretének, egyben kifejti a multimediális kommunikátumok jelentésreprezentációjának metodikáját.
Petőfi S. János rendkívüli tehetsége a kezdetektől fogva mindvégig rendkívüli szerénységgel és tökéletes jóindulattal párosult. 

### Nyelvészeti munkássága

#### Szakaszok koncepciójának kialakulásában: a matematikai nyelvészettől a szemiotikai textológiáig
Petőfi S. János azt az utat, amelyet a szemiotikai textológia koncepciójának véglegesítéséig megtett az Utam a szemiotikai szövegtanhoz (1–13.) című tanulmánysorozatban tekintette át, melyet a szegedi JGyTF Kiadó által gondozott Szemiotikai Szövegtan sorozatban jelentetett meg. Az említett írások szerint az alábbi 9 jelentős szakasz különíthető el a szemiotikai textológia elméletének kidolgozásában, amelyeket maga a tudós nevezett el az alábbiak szerint: 
- 1961–1966: A matematikai–nyelvészeti orientáció időszaka
- 1967–1969: A nyelvi műalkotások egy nyelvészeti megalapozottságú strukturális interpretációelméletének körvonalazása felé
- 1970–1971: Egy nyelvészeti alapozású kotextuális szövegelmélet globális koncepciójának felvázolása
- 1972–1975: A kotextuális szövegelmélet tulajdonságai vizsgálatának időszaka
- 1976–1977: Egy szövegelmélet komponensét képező lexikon felépítése elemzésének időszaka
- 1978–1981: Egy integratív formális szövegelmélet körvonalazásának időszaka
- 1981–1987: Egy integratív szövegelmélet szemantikai aspektusai elemzésének időszaka
- 1988–1989: A multimediális irányultság kezdeti időszaka
- 1990–1991: A szemiotikai textológia koncepciójának végleges kialakítása felé

#### Tudományos hitvallása, elméletének fejlődése
Petőfi S. János így vallott tudományos szemléletéről: „Hivatásomat az az igény határozta meg, hogy létrehozzak egy olyan elméleti apparátust, amelynek felhasználásával a szövegek valamennyi releváns aspektusa elemezhető és leírható. Ennek az apparátusnak kulcsfontosságú eleme egy úgynevezett kanonikus nyelv, amelynek az a feladata, hogy a szövegek elemi összetevőihez szintaktikai, szemantikai és pragmatikai információkból álló hármasokat rendeljen, majd egy ilyen hármast értelmezzen a teljes szövegszintre is. Ezeknek a hármasoknak a reprezentációja egy deskriptív, egy világalkotó és egy performatív–modális propozíció konfigurációja.”
Az a folyamat, amelynek eredménye az idézett elméleti apparátus végleges formája lett, egy meglehetősen soktényezős tudományos kontextusban ment végbe, amelyben a 20. század végi irányzatok párbeszéde zajlott.
Petőfi S. János kezdeti szövegtani koncepciója, a kotextuális elmélet nem számolt a kommunikációs helyzet értelmezést és szövegjelentést befolyásoló szerepével, ezt az időszakot a jelölő–jelölt viszony rendszerközpontú elemzése jellemezte, amelynek alapja Noam Chomsky generatív felfogása volt.
A tudóst a szövegjelentés vizsgálatának kérdései később arra késztették, hogy a kotextuális elméleti keretét kiegészítse egy kontextuális elméleti kerettel. Ez a szövegelméleti elképzelés a szöveg kontextualitását állítva a középpontba alapvetően a nyelvi megformáltság és az ábrázolt valóság párhuzamos leírását kívánta lehetővé tenni. Petőfi S. János kezdeti szövegstruktúra–világstruktúra elméletének (Textstruktur–Weltstruktur Theorie, TeSWeST) az elnevezése jól tükrözi ezt a párhuzamos reprezentációs törekvést: a célja ekkor természetes nyelvi szövegek szintaktikai, szemantikai és pragmatikai szerveződésének minél explicitebb leírása volt, ami megkívánta három fő alkotóelem – a szöveggrammatikai komponens, a lexikon, valamint a világszemantikai összetevő – kidolgozását, amelyek közül a legutóbbié volt a központi szerep.
Magyarországon először Bókay Antal, illetve Andor József beszélt Petőfi S. János szövegelméletéről, 1978–ban a Magyar Nyelvtudományi Társaság kaposvári szövegtani vándorgyűlésén, azonban Petőfi S. elmélete a tudós jelenléte nélkül ekkor még nem indult „hódító útjára”. Bókay Antal – Petőfi S. János születő diszciplínáját ismertető írásában, zömmel őt idézve – úgy jellemezte a tudós elméletét, hogy „empirikusan motivált logikai orientációjú elmélet, mely a szöveget mint komplex jelet írja le (intenzionális szemantikai leírással), illetve lehetséges extenzionális interpretációkat ad az intenzionálisan–szemantikusan leírt szövegekhez. Az extenzió és az intenzió carnapi értelmében – ahol az intenzió a nyelven belüli jelentésszerkezetet, az extenzió pedig a jelentéssel bíró nyelvi elemek világ–vonatkozását jelzi” (Bókay 1979: 51). Petőfi S. János azáltal, hogy az extenzionális jelentés leírására is modellel szolgált, az interpretációt (illetve az interpretáció körülményeit) is bevonta a szövegelemzésbe, ezzel is alátámasztva azt, hogy a szövegnek mint komplex jelnek a leírása nem kizárólag nyelvészeti kérdés. A szövegstruktúra–világstruktúra elméletben még erőteljesen érvényesült Petőfi S. János formalista szemlélete: az elmélet elemző–leíró apparátusának fontos részrendszere a lexikon, amely nyelvi elemek meghatározott szerkezetű explicit intenzióit tartalmazza. A szótárbeli konstrukciókból épülnek fel a kanonikus jelentésreprezentáció atomi egységei, majd az atomi egységek komplexumokba szerveződéséből a mondatok kanonikus reprezentációi. A mondatgrammatikai szabályszerűségek itt húzzák meg a jelentésreprezentáció nyelvészeti keretének határait. A szöveg kanonikus reprezentációja már nem egyszerűsíthető le atomi egységek kanonikus reprezentációinak grammatikailag meghatározott szerveződésévé, a szöveg kanonikus reprezentációit az atomi egységek különböző szempontok alapján rendezett halmazai alkotják (tematikus hálók, kommunikatív hálók, a logiko–temporális háló).
Magyarországon a szövegstruktúra–világstruktúra elmélet „hódító útja” éppen 10 évvel az említett ’78-as vándorgyűlést követően, egy 1988. szeptember 16–án Szegeden rendezett konferencián indult, amikor Petőfi S. János „Szemiotikai textológia – Didaktika” előadásával bemutatkozott; azt vallotta, hogy „ha a nyelv »emberből van«, akkor a nyelviség (különösen a szövegalkotás–szövegértés) kutatásának igazából akkor van értelme, ha a kutatás tanulságai a didaktikai terepen is gondolatokat ébresztenek”. Ezt az elvet évtizedeken át érvényesítette Benkes Zsuzsával közösen: tanári továbbképzéseket szerveztek, társzerzőkként monográfiákat, tanulmányokat, tananyagokat, feladatgyűjteményeket írtak.
Petőfi S. elméletének történetében az első jelentősebb változtatás annak volt köszönhető, hogy a szövegstruktúra–világstruktúra (TeSWeS) „világ” (We) komponense a tudományos vélekedésben olyan félreértésre adott okot, amelyből kiindulva némelyek az elméletet egyenesen a világot reprezentálni kívánó törekvésként fogták fel. A tudós ezért e helyett az összetevő helyett a relátumra (amely a szöveg mint nyelvi manifesztáció által jelölt valóság elnevezése) utaló „relátumstruktúra” (ReS) elemet iktatta be, így az elmélet mint szövegstruktúra-relátumstruktúra-elmélet (Textstruktur-Relatumstruktur-Theorie, TeSReST) élt tovább.
Mivel – a szöveg jelentésreprezentációja szempontjából – Petőfi S. elméletének egyik legfőbb érdeme a szöveg komplex jelként való felfogása, ahol a komplexitás magában foglalja a notáció jellemzőit is, el kellett kerülni annak képzetét is, hogy a keret nem engedi a verbális jelszerveződésűeken kívül más notációjú „szövegek” (kommunikátumok) vizsgálatát. Hogy a szövegstruktúra-relátumstruktúra-elmélet (Textstruktur-Relatumstruktur-Theorie, TeSReST) „szövegstruktúra” (TeS) összetevője ne adjon alapot arra az elképzelésre, hogy az elmélet a szövegnek csak a nyelvi síkját kívánja modellálni, és így a multimediális kommunikátumokat nem képes reprezentálni, Petőfi S. a „szövegstruktúra” (TeS) komponenst „vehikulumstruktúrá”-ra (VeS) nevezte át, amely a szövegnek általánosabb értelemben vett fizikai megnyilvánulását jelöli. Ennek az utóbbi változtatásnak az eredménye lett a vehikulumstruktúra-relátumstruktúra-elmélet (Vehikulumstruktur-Relatumstruktur-Theorie, VeSReST).
Petőfi S. János a szövegnek mint komplex jelnek az összetevőit informatív ikonokkal ábrázolta először 1992-ben, majd 2009-ben elképzelését revideálta, beépítve a komplex jelbe a jelhasználók mentális működését is mint jelentésreprezentációt befolyásoló tényezőt. Ennek a műveletnek az eredménye lett az alábbi ikonsor, amely a tudományos diskurzusban Petőfi S. János „védjegyévé” vált (a rövidítések feloldása: Ve: vehikulum; VeIm: vehikulum-imágó; FoIm: formáció-imágó; SeIm: szenzus-imágó; ReIm: relátum-imágó; Re: relátum; ahol az imágók minden esetben a jelhasználók által mentálisan leképezett komponenseket jelölik).
A szövegjelentés leírására nézve az elmélet fejlődésének már ebben a szakaszában érvényes volt az a kettősség, amelyet egyik oldalon a modell szigorúan formális, moduláris rendszere, a másik oldalon pedig a modell apparátusának „rugalmassága” jelez, miszerint a szöveg jelentéséhez képes a jelhasználó mentális tartalmának és műveleteinek figyelembe vételével közelíteni, ez azonban messze kivezet a szűken értelmezett nyelvtudomány keretéből. Törvényszerűnek tűnik tehát Petőfi S. Jánosnak az a döntése, hogy – szövegelméletét textológiának nevezve – a szövegvizsgálatot a szemiotika tág keretében helyezte el, és lett szövegtudományának végső elnevezése szemiotikai textológia. Ez a módosítás a kutatónak egyúttal azt a törekvését is jelezte, hogy a diszciplínát elnevezésében is megkülönböztethetővé kívánta tenni más szövegtudományoktól. Petőfi S. János szerint ugyanis a „szöveggrammatika”, a „szövegtan”, a „szövegnyelvészet”, a „szövegelmélet” elnevezések helytelen következtetésekre adnak lehetőséget. A „szemiotikai” jelző pedig elméletének három sarokpontjára utal:
- „a kommunikátumokat […] sajátos ‘jelölő-jelölt’-struktúrával rendelkező jelkomplexumoknak tekinti”;
- a kommunikátumok felépítésében verbális és nem verbális (pl. képi–illusztratív, zenei stb.) jelrendszerek elemei is előfordulhatnak;
- „a kommunikátumokat […] mind szintaktikai (általános értelemben véve formai) felépítésük, mind szemantikai (intenzionális és extenzionális értelmű jelentéstani) felépítésük, mind pragmatikai felépítésük (adott vagy feltételezett kommunikációszituációbeli használatuk) szempontjából elemezni kívánja.”[4]

A szemiotikai textológiának az a törekvése, hogy a szövegek szintaktikai, szemantikai és pragmatikai aspektusú elemzését és leírását egyaránt felvállalja, az elmélet önálló tudománnyá válásának lehetőségét sugallta, ugyanakkor megelőlegezte az interdiszciplinaritás kiemelkedő szerepét a tudományos gondolkodásban. A multi- és interdiszciplináris szemlélet mára teret hódított a szövegkutatásban (és a nyelvtudomány más területein is), amiben nagy szerepe volt a szöveg komplex jelként való felfogásának.
A szemiotikai textológia szemléletének fejlődésében, az elmélet egy-egy komponensében tetten érhető a korszak meghatározó tudományos áramlatainak hatása. Petőfi S. János elméletének fejlődése a tudomány alapvetésétől kezdődően a 2000-es évekig úgy jellemezhető, hogy az elméletalkotás szigorú formalizmusának helyébe fokozatosan egy flexibilis szemiotikai keret lépett. Ezután a már kevésbé feszes elmélet fejlődésében a formalizálás még inkább háttérbe szorult, és – részben a szemiotika multidiszciplináris kapcsolódásainak, részben a kognitív tudományok 21. századi erőteljesebb térhódításának köszönhetően – az elmélet a tudás- és megismerésalapú, elsősorban funkcionális szemléletű diszciplínák nézeteire figyelt.

## Díjak, kitüntetések
A magyar nyelvtudomány nemzetközi kapcsolatainak ápolásáért a Nemzetközi Hungarológiai Társaság 1996-ban Lotz János-éremmel tüntette ki. Díszdoktorává fogadta a Janus Pannonius Tudományegyetem (1991), a Kossuth Lajos Tudományegyetem (1996) és a Torinói Egyetem (2004), magister emeritusává a szegedi Juhász Gyula Tanárképző Főiskola. A Magyar Tudományos Akadémia 2007-ben külső tagjává választotta.
Három nyelvészeti tematikájú Nobel-symposiumra is meghívták aktív résztvevőként, egy alkalommal a Nobel–díj átadásának díszvendége volt.

## Szerkesztett sorozatok
- Ihwe, Jens–Petőfi, János S.–Rieser, Hannes (eds.): Papiere zur Textlinguistik / Papers in Textlinguistics. Hamburg, Buske Verlag, 1972–
- Research in Text Theory. / Untersuchungen zur Texttheorie. Berlin–New York, Walter de Gruyter Co, 1977–1999.
- Szemiotikai szövegtan. Szeged, JGyTF Kiadó, 1990–2012. A sorozat első négy kötetének szerkesztői: Petőfi S. János–Békési Imre, az ötödik kötettől a periodika szerkesztői: Petőfi S. János–Békési Imre–Vass László.
- Officina Textologica. Debrecen, Kossuth Egyetemi Kiadó, majd Magyar Nyelvtudományi Tanszék, 1997– A sorozat szerkesztője: Petőfi S. János, 2013-tól: Dobi Edit. A szerkesztőbizottság tagjai: Csűry István, Kertész András és Pelyvás Péter.
- Petőfi, János S.–van Dijk, Teun A. (eds.) TEXT & TALK. An Interdisciplinary Journal for the Study of Discourse, 1980– (1980–1999 ed.: van Dijk, Teun A.; 2000– ed.: Sarangi, Srikant).

## Főbb művei
Monográfiák (válogatás)
- Transformationsgrammatiken und eine kontextuelle Texttheorie. Frankfurt, Athenäum Verlag, 1971.
- Semantics – Pragmatics – Text theory (= Working Papers and prepublications, A/36). Universitá di Urbino, Centro Internazionale di Semiotica e di Linguistica, 1974.
- E. Benkes Zsuzsa (szerk.): Szöveg, szövegtan, műelemzés (Textológiai tanulmányok). Budapest, Országos Pedagógiai Intézet, 1990.
- A humán kommunikáció szemiotikai elmélete felé. Szövegnyelvészet – Szemiotikai textológia / Towards a Semiotic Theory of the Human Communication. Text Linguistics – Semiotic Textology. Szeged, Gold Press, 1991.
- Az explicitség biztosításának feltételei és lehetőségei természetes nyelvi szövegek interpretációjában. (= Linguistica, Series C, Relationes 8.) Budapest, Magyar Tudományos Akadémia Nyelvtudományi Intézete, 1996.
- Egy poliglott szövegnyelvészeti–szövegtani kutatóprogram. (= Officina Textologica 1.) Debrecen, Kossuth Egyetemi Kiadó, 1997.
- A multimediális szövegek megközelítései. Kérdések – Válaszok. Bevezetés a statikus ’verbális elem + kép/diagram/...’ típusú komplex jelek szemiotikai szövegtanába. Pécs, Iskolakultúra, 2002.
- A szöveg mint komplex jel. Bevezetés a szemiotikai textológiai szövegszemléletbe. Budapest, Akadémiai Kiadó, 2004.
- Szövegkompozíció és jelentés. Témák és megközelítések a szövegtani kutatásban. (= Szemiotikai szövegtan 18.) Szeged, JGyTF Kiadó, 2007.
- Egy poliglott szövegnyelvészeti–szövegtani kutatóprogram II. (= Officina Textologica 15.) Debrecen, Debreceni Egyetem, Magyar Nyelvtudományi Tanszék, 2009.

Tanulmányok (válogatás)
- On the structural linguistic analysis of poetic works of art. In: Computational Linguistics VI. Budapest, 1967: 55–82.
- On the structural analysis and typology of poetic images. In: Kiefer, Ferenc (ed.): Studies in Syntax and Semantics. Dordrecht, Reidel, 1969: 187–230.
- Zu einer grammatischen Theorie sprachlicher Texte. In: Klein, Wolfgang (Hg.): Textlinguistik (= LiLi, Zeitschrift für Literaturwissenschaft und Linguistik 5.) Frankfurt, Athenäum, 1972: 31–58.
- Towards an empirically motivated grammatical theory of verbal texts. In: Petőfi, János S.–Riese, Hannes (eds.): Studies ih Text Grammars. 1973: 205–275.
- Beyond the sentence, between linguistics and logic (Aspects of a partial theory of texts). In: Style and text. Studies presented to Nils Erik Enkvist. Stockholm, Skriptor, 1975: 377–390.
- Textrepräsentation und Lexikon als semantische Netzwerke. In: von Heger, Klaus–Petőfi, János S. (Hg.): Klassifikation, semantische Interpretation. Beitrage zur Lexikologie und Semantik (= P/11). Hamburg, Buske, 1977: 341–358.
- Formal pragmatics and a partial theory of texts. In: Schmidt, Siegfried J. (Hg.): Pragmatik/Pragmatics II., Zur Grundlegung ener expliziten Pragmatik. München, Fink, 1976: 105–121.
- A frame for FRAMES (A few remarks on the methodology of semantically guided text processing). In: Thompson, Henry–Whistler, Kenneth (eds.): Proceedings of the second annual meeting of the Berkeley Linguistics Society. February 14–16, Berkeley, University of Califomia, 1976: 319–329.
- Eine formale semiotische Texttheorie als integrierte Theorie natürlicher Sprache (Methodologische Anmerkungen). In: Biasci, Claudia–Fritsche, Johannes (Hg.): Texttheorie, Textreprásentation. Theoretische Grundlagen der kanonischen sinnsemantischen Represantation von Texten. Hamburg, Buske, 1978: 7–29.
- Von der Satzgrammatik zu einer logisch–semantischen Texttheorie. (Tendenzen in der gegenwärtigen Untersuchung von natürlichen Sprachen). In: Biasci, Claudia–Fritsche, Johannes (Hg.): Texttheorie, Textrepräsentation. Theoretische Grundlagen der kanonischen sinnsemantischen Repräsentation von Texten. Hamburg, Buske, 1978: 31–66.
- Einige Grundfragen der pragmatisch–semantischen Interpretation von Texten. In: Ballmer, Thomas–Kindt, Walther (Hg.): Zum Thema Sprache und Logik Ergebnisse einer interdisziplináren Diskussion. Hamburg, Buske, 1980: 149–190.
- Die Lexikonkomponente der TeSWeST. In: Biasci, Claudia–Fritsche, Johannes (Hg.): Papiere zur Textlinguistik 18. Texttheorie, Textrepräsentation. Theoretische Grundlagen der kanonischen sinnsemantischen Repräsentation von Texten. Hamburg, Helmut Buske Verlag. 1981: 193–205.
- Aufbau und Prozess, Struktur und Prozedur. Einige Grundfragen der prozedu ralen Modelle des Sprachsystems und der natürlichsprachlichen Kommunika tion. In: Petőfi, János S. (Hg.): Texte und Sachverhalte. Aspekte der Wort- und Textbedeutung. Hamburg, Buske, 1983: 310–321.
- Hypotheses in the descriptive text interpretation. In: Linguistica Testuale. Atti del XV Congresso Internazionale di Studi: Genova–Santa Margherita Ligure, 8–10 maggio 1981, a cura di Lorenzo Coveri. Roma, Bulzoni, 1984: 19–29.
- Lexicon. In: van Dijk, Teun A. (ed.): Handbook of Discourse Analysis, Vol. 2: Dimensions of Dis course. London, Academic Press, 1985: 87–101.
- Explicative text interpretation – interpretative knowledge. In: Kush, Martin–Schröder, Hartmut (eds.): Text, Interpretation, Argumentation. Hamburg, Buske, 1989: 1–12.
- Language as a written medium: text. Chap. 7. In: Collinge, N. E. (ed.): An Encyclopaedia of language. London–New York, Routledge, 1990: 207–243.

Pedagógiai vonatkozású írások (válogatás)
- Petőfi S. János–Benkes Zsuzsa: Elkallódni megkerülni. Versek kreatív megközelítése szövegtani keretben. Veszprém, Országos Továbbképző, Taneszközfejlesztő és Értékesítő Vállalat, 1992.
- Benkes Zsuzsa–Petőfi S. János: A vers és próza kreatív–produktív megközelítéséhez. Alapfeladat–típusok. Budapest, Országos Közoktatási Szolgáltató Iroda, 1993.
- Petőfi S. János–Bácsi János–Benkes Zsuzsa–Vass László: Szövegtan és verselemzés. Budapest, Pedagógus Szakma Megújítása Projekt Programiroda, 1993.
- Petőfi S. János–Bácsi János–Békési Imre–Benkes Zsuzsa–Vass László: Szövegtan és prózaelemzés. A rövidpróza kreatív–produktív megközelítéséhez. Budapest, Trezor Kiadó, 1994.
- Benkes Zsuzsa–Nagy L. János–Petőfi S. János: Szövegtani kaleidoszkóp 1. Antológia. Budapest, Nemzeti Tankönyvkiadó, 1996.
- Benkes Zsuzsa–Petőfi S. János: Szövegtani kaleidoszkóp 2. A szövegmegformáltság elemző megközelítése. Budapest, Nemzeti Tankönyvkiadó, 1996.
- Benkes Zsuzsa–Petőfi S. János–Vass László: Mondatgrammatika, szövegnyelvészet, szövegtan. In: V. Raisz Rózsa (szerk): Anyanyelv és iskola az ezredfordulón. A Magyar Nyelvtudományi Társaság Kiadványai 207. Budapest, Magyar Nyelvtudományi Társaság, 1996. 207–227.
- Petőfi S. János–Benkes Zsuzsa: 1998. A szöveg megközelítései. Kérdések – Válaszok. Bevezetés a szemiotikai szövegtanba. Budapest, Iskolakultúra, 1998.
- Petőfi S. János–Benkes Zsuzsa: Multimédia. Több mediális összetevővel rendelkező irodalmi szövegek elemzése II. Budapest, Országos Közoktatási Szolgáltató Iroda, 1998.
- Petőfi S. János–Benkes Zsuzsa: A multimediális szövegek megközelítései. Kérdések – válaszok. Iskolakultúra. Budapest, Iskolakultúra Kiadó, 2002.
- Benkes Zsuzsa–Petőfi S. János: A vízjel nem tűnik el olyan könnyen. Versek megformáltságának megközelítése kreatív gyakorlatokkal – Segédkönyvek a nyelvészet tanulmányozásához 70. Budapest, Tinta Könyvkiadó, 2006.

Szerkesztett tanulmánykötetek (válogatás)
- Petőfi, János S.–Rieser, Hannes (eds.): Studies in Text Grammars. Dordrecht, Reidel, 1973.
- Van Dijk, Teun A.–Petőfi, János S. (eds.): Grammars and Descriptions. Studies in Text Theory and Text Analysis (= RTT 1). Berlin–New York, W. de Gruyter, 1977.
- Petőfi, János S.–Bredemeier, Jürgen (Hg.): Das Lexikon in der Grammatik, die Grammatik im Lexikon. Hamburg, Buske, 1977.
- Text vs sentence. Basic questions of text linguistics. Hamburg, Buske, 1979.
- Petőfi, János S.–Vitacolonna, Luciano (eds.): Analisi e interpretazione dei testi letterari (= Versus Quaderni di studi semiotici 35/36.) Milano, Bompiani, 1983.
- Text connectedness from pszchological point of view. Hamburg, Buske, 1986.
- Text and Discourse Constitution. Empirical Aspects, Theoretical Approaches (=RTT 4). Berlin–New York, W. de Gruyter. 1988.
- Petőfi, János S.—Olivi, Terry (eds.): Von der verbalen Konstitution zur symbolischen Bedeutung / From verbal constitution to symbolic meaning. Hamburg, Buske, 1988.
- E. Benkes Zsuzsa (szerk.): Szöveg, szövegtan, műelemzés (Textológiai tanulmányok) Budapest, Országos Pedagógiai Intézet, 1990.
- A jelentés értelmezéséről és vizsgálatáról. A mondatszemiotikától a szövegszemiotikáig (Tanulmányok)  Párizs–Bécs–Budapest, Magyar Műhely. 1994.